# Justus Pfankuch
Justus Pfankuch (* 1988 in Hamburg) ist ein deutscher Schauspieler.

## Leben
Justus Pfankuch studierte zunächst Musikwissenschaften an der Universität Hamburg und absolvierte anschließend ein Schauspielstudium an der Hochschule für Musik und Theater Felix Mendelssohn Bartholdy in Leipzig. Bereits während des Studiums wirkte er am Schauspielstudio des Staatsschauspiels Dresden. Später wurde er Mitglied des Studios am Schauspiel Frankfurt. Dort arbeitete er unter anderem mit Regisseuren wie Ulrich Rasche, Julie Van den Berghe und Katrin Plötner zusammen. Im Anschluss war er am Theater Basel, erneut am Staatsschauspiel Dresden, bei den Salzburger Festspielen, sowie am Schauspiel Frankfurt engagiert. Danach war er Gastdarsteller in Woyzeck am Residenztheater sowie in der Spielzeit 2019/20 in der Inszenierung von Ulrich Rasche 4.48 Psychose auf der Bühne des Deutschen Theaters Berlin zu sehen.